# Halifax Motor Car Company
Halifax Motor Car Company war ein britischer Hersteller von Automobilen.

## Unternehmensgeschichte
Das Unternehmen aus Halifax begann 1907 mit der Produktion von Automobilen. Der Markenname lautete County. Im gleichen Jahr endete die Produktion. Insgesamt entstanden nur wenige Exemplare.

## Fahrzeuge
Im Angebot stand ein Pkw-Modell mittlerer Größe als Tourenwagen. Ein Vierzylindermotor trieb die Fahrzeuge an.